# Mónica Rubio García
Mónica Janet Rubio García (n. Lima, 27 de enero de 1967) es una economista peruana. Fue ministra de Desarrollo e Inclusión Social del Perú (2013-2014).

## Estudios y carrera profesional
Ingresó a la Pontificia Universidad Católica del Perú, en la cual se graduó como Bachiller en Economía. Realizó un Máster en Economía en la Universidad Duke y un Doctorado en Economía con mención en finanzas públicas y desarrollo internacional en la misma casa de estudios.
Se desempeñó como economista en protección social del Banco Interamericano de Desarrollo (BID), desde donde diseñó, implementó y evaluó programas sociales en países de América Latina, como Argentina, Bolivia, Brasil, Chile, Colombia, Honduras, Panamá, Paraguay, Perú, República Dominicana y Uruguay.
Actualmente es la Asesora Regional de Políticas Sociales para América Latina y el Caribe de UNICEF.

## Ministra de Desarrollo e Inclusión Social
El 24 de julio del 2013 juró ante el presidente Ollanta Humala como titular del Ministerio de Desarrollo e Inclusión Social (MIDIS), en reemplazo de la renunciante ministra Carolina Trivelli. La ceremonia, en la que también juramentaron las ministras Diana Álvarez Calderón (Cultura) y Magali Silva (Comercio Exterior y Turismo), se realizó en el Salón Dorado de Palacio de Gobierno. Dejó el cargo el 24 de febrero de 2014, ocupando su lugar la señora Paola Bustamante Suárez.